# Biblioteca del Nord
La Biblioteca del Nord és una de les biblioteques municipals de Sabadell. La gestiona l'Ajuntament de Sabadell en conveni amb la Diputació de Barcelona i forma part de la Xarxa de Biblioteques Municipals de la província de Barcelona i del Sistema de Lectura Pública de Catalunya
Situada a la ronda de Navacerrada, 60, al barri de la Plana del Pintor, és un equipament del Districte 3 de Sabadell (Ca N’Oriac, Torreguitart, El Torrent del Cura, La Plana del Pintor, San Julià, La Roureda, Can Manantial i Rodal de San Julià d’Altura). És molt a prop de l'estació dels FGC Sabadell Parc del Nord. Inaugurada el 23 d'abril de 2009 és la segona més gran de la ciutat amb una superfície total construïda de 2.238 m2, distribuïda en dues plantes.
A la planta baixa trobem el servei de préstec, l'àrea infantil, l'àrea de publicacions periòdiques i audiovisuals, una sala polivalent i l'auditori amb un aforament fins a 100 persones. Al primer pis s'ubica l'àrea de fons general, l'àrea d'informació i referència, la zona d'internet, la sala d'estudi i dues aules de suport, una de les quals equipada amb material multimèdia.

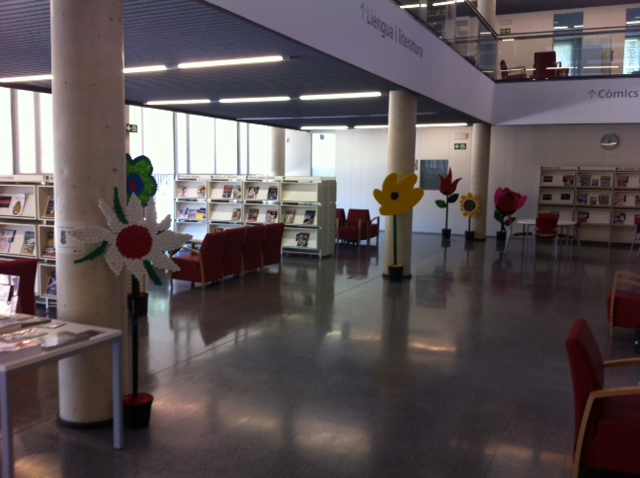

La biblioteca té un fons de més de 40.500 documents, dels quals més de 6.100 són CD i DVD de música i cinema, a més de aproximadament 130 subscripcions a diaris i revistes. Ofereix dos fons documentals especialitzats; l'un dedicat al món de la discapacitat, fruit de la col·laboració amb les entitats relacionades amb aquest àmbit dels barris del nord de Sabadell, i un altre dedicat al col·lectiu gitano.
L'any 2024, la Biblioteca del Nord va celebrar els quinze anys d'existència. Durant la pandèmia provocada per la Covid, la Biblioteca va impulsar el projecte “El nord confinat, memòria de la pandèmia”, gràcies al qual els veïns van fer arribar documents que explicaven com havien viscut el confinament i el coronavirus. El 2021 va inaugurar un servei nou d'atenció a la ciutadania per fer tràmits digitals, que també es poden fer a la Biblioteca del Sud .